# Diplotaxis amecameca
Diplotaxis amecameca är en skalbaggsart som beskrevs av Patricia Vaurie 1960. Diplotaxis amecameca ingår i släktet Diplotaxis och familjen Melolonthidae. Inga underarter finns listade i Catalogue of Life.